# ماثيو إثرينغتون
ماثيو إثرينغتون (بالإنجليزية: Matthew Etherington)‏، من مواليد 14 أغسطس 1981 في ترورو في إنجلترا، لاعب كرة قدم إنجليزي.
بدأ مسيرته الكروية مع نادي بيتربورو يونايتد في عام 1996، ولعب معهم حتى عام 2000، وشارك معهم في 51 مباراة وسجل 6 أهداف، وفي عام 2000 انتقل إلى نادي توتنهام هوتسبر، ولعب معهم حتى عام 2003، وشارك معهم في 45 مباراة وسجل هدف واحد، وفي عام 2001 أعير إلى نادي برادفورد سيتي، ولعب معهم 13 مباراة وسجل هدف واحد، ومنذ عام 2003 وهو يلعب مع نادي وست هام يونايتد.

## روابط خارجية
- ماثيو إثرينغتون على موقع قاعدة بيانات كرة القدم.إي يو (الإنجليزية)
- ماثيو إثرينغتون على موقع Soccerbase.com (لاعب) (الإنجليزية)
- ماثيو إثرينغتون على موقع عالم كرة القدم.نت (الإنجليزية)
- ماثيو إثرينغتون على موقع كووورة
- ماثيو إثرينغتون على موقع AS.com (الإسبانية)